# نهر تیلور–مسی
نهر تیلور–مسی (به انگلیسی: Taylor-Massey Creek) یک رود در کانادا است که در انتاریو واقع شده‌است.